# Етьєн Шнайдер
Етьєн Шнайдер (люксемб. Etienne Schneider; нар. 29 січня 1971, Дюделанж) — люксембурзький економіст і політик.

## Життєпис
Він здобув освіту в ICHEC Brussels Management School та Університеті Гринвіча, де до 1995 року вивчав торгівлю та фінанси. Він брав участь у діяльності Люксембурзької соціалістичної робітничої партії. З 1995 по 2005 рік входив до ради комуни Кайль, протягом п'яти років був олдерменом у муніципальній владі. У 1997–2004 роках він обіймав посаду генерального секретаря фракції ЛСРП у Палаті депутатів. Починаючи з 2004 року, він був радником міністра економіки і зовнішньої торгівлі. У 2010 році він зайняв посаду віце-президента Національної компанії з кредитування та інвестицій (SnCl). У 2012 році він очолив Міністерство економіки і зовнішньої торгівлі в уряді Жана-Клода Юнкера.
На парламентських виборах 2013 він отримав депутатський мандат. 4 грудня 2013 вступив на посаду заступника прем'єр-міністра і міністра оборони в уряді Ксав'є Бетеля.
Відкритий гей.